# Дедлок
Deadlock е метъл група в Шварценфелд, провинция Бавария, Германия.
Музиката на групата е смесица от техничен мелодичен дет метъл с атмосфера на модерни звуци. След нейния дебют от 2005 г. с албума „Earth.Revolt“, чиито продуценти са Lifeforce Records, „Дедлок“ изменя своето звучене и характер.
След 6 години съвместна работа със Сабине Венигер (работили са заедно няколко пъти), през 2006 г. тя става постоянен член на групата. Това помага на Дедлок да утвърдят своя стил, творчество и музикалност. Дедлок са решени да направят албум с епични пропорции и така през 2007 излиза „Wolves“.

## История
Групата Дедлок е създадена през 1997 г. Квинтетът започва да добавя клавири и женски вокали към песните си в периода на излизане на албума „The Arrival“. Това е периодът, в който Дедлок достигат нови нива, докато търсят своето брутално метъл звучене.
През 2003 г., с албума си „Six Reasons To Kill“ групата доказва способността си да се развива. Дебютът на Дедлок в Lifeforce Records е с албума „Earth.Revolt“, който е добре приет от пресата и феновете. Той е много добре балансиран между бързи китари и бавни атмосферни части, както и силна връзка между музиката и текстовете на песните.

## Членове

### Настоящи
- Сабине Венигер (Sabine Weniger) – вокали
- Йоханес Прем (Johannes Prem) – вокали
- Тобиас Граф (Tobias Graf) – барабани
- Томас Хушка (Thomas Huschka) – бас
- Себащиан Райхъл (Sebastian Reichl) – китара
- Герт Римен (Gert Rymen) – китари

### Бивши
- Томас Гшвенднер (Thomas Gschwendner) – китари
- Ханс-Георг Бартман (Hans-Georg Bartmann) – бас

## Дискография
- I’ll Wake You When Spring Awakes[1] – EP (Winter Recs. 2000)
- The Arrival (Winter Recs. 2002)[2]
- Deadlock/Six Reasons To Kill[3] – Split/компилация (Winter Recs. 2003)
- Earth.Revolt (Lifeforce, 2005)[4]
- Wolves (Lifeforce, 2007)[5]
- Manifesto (Lifeforce, 2008)[6]